# Лещенков Анатолій Михайлович
Анатолій Михайлович Лещенков (нар. 11 листопада 1946) — радянський футболіст та російський тренер, виступав на позиції півзахисника. Російський футбольний арбітр.

## Кар'єра гравця
Про кар'єру гравця дані майже відсутні. У 1970 році перебував у заявці тернопільського «Авангарду» на матчі Другої ліги СРСР, але про кількість зіграних матчів дані відсутні.

## Кар'єра тренера
По завершенні кар'єри гравця розпочав тренерську діяльність. З 1988 по 1997 рік очолював «Торгмаш» (Люберці). Окрім цього, у 1998 році двічі протягом нетривалого періоду часу виконував обов'язки головного тренера вище вказаного клубу.